# La verità nella bugia
La verità nella bugia è un'opera in un atto di Carlo Coccia, su libretto di Giuseppe Maria Foppa. Fu rappresentata per la prima volta nell'autunno del 1809 al Teatro San Moisè di Venezia.
Gli interpreti della prima rappresentazione furono i seguenti:
| Personaggio | Interprete                |
| ----------- | ------------------------- |
| Laura       | Teresa Strinasacchi       |
| Clitamante  | Luigi Sirletti            |
| Spigolino   | Luigi Rafanelli           |
| Pataccone   | Giovanni Battista Brocchi |
| Rosella     | Carolina Costa            |
| Grigoletto  | Domenico Remolini         |

## Trama
La scena è in campagna.
Laura è da poco divenuta padrona, dopo la morte dei genitori, di un podere, dove nessuno l'ha ancora conosciuta. Decide di farsi passare per Adelina, in fuga da uno zio crudele, facendosi aiutare dai contadini Rosella e Grigoletto, che stanno al gioco perché Laura ha promesso di facilitare il loro matrimonio, e dal servitore Spigolino, che interpreta la parte dello zio in cerca della nipote fuggiasca. Laura pensa con questo stratagemma di indagare il carattere del fattore Pataccone e soprattutto di Clitamante, di cui si è innamorata quando l'ha aiutata in seguito al ribaltamento di un calesse, ma che è molto diffidente e solitario.
Spigolino, con la complicità di Grigoletto, si fa introdurre nel podere, facendo mostra di essere molto ricco e suscitando così l'interesse dell'avido Pataccone, che gli racconta come riesce a guadagnare gestendo in modo disonesto il podere. Spigolino e Pataccone si accordano per dare in moglie Laura allo stesso Pataccone. Laura intanto si è accertata del buon cuore di Clitamante e quando il finto zio le comunica che si dovrà sposare con Pataccone, gli impone di essere presente alle nozze. Pataccone, che per non avere disturbi in casa raccontava che una stanza era abitata dagli spiriti, cade vittima del suo stesso inganno grazie a Grigoletto, che si traveste da diavolo e lo spaventa a morte. Quando si riprende, Pataccone trova Laura che gli svela di essere in realtà la sua nuova padrona, intenzionata a fare i conti con lui ora che ne ha scoperto i trucchi nella gestione del podere. Poi Laura conferma a Clitamante di essere la ragazza che un tempo aveva salvata e di volerlo sposare.

## Struttura musicale
- Sinfonia

### Atto Unico
- N. 1 - Introduzione Amor!... t'invoco, amor! (Adelina, Spigolino, Grigoletto, Rosalia)
- N. 2 - Cavatina di Pataccone Sette e un otto... e due... fan trenta...
- N. 3 - Duetto fra Clitamante ed Adelina No non si trova un cor
- N. 4 - Aria di Spigolino Amici miei sentite (Spigolino, Pataccone, Rosalia, Grigoletto)
- N. 5 - Quartetto Guarda ingrata un zio tradito (Spigolino, Adelina, Pataccone, Clitamante)
- N. 6 - Aria di Rosalia Ho un cor di pasta amabile
- N. 7 - Duetto fra Spigolino e Pataccone Coi danari del padrone
- N. 8 - Aria di Adelina Voi d'un'alma il vero affetto
- N. 9 - Finale Osservate che si fa (Pataccone, Spigolino, Grigoletto, Clitamante, Adelina, Rosalia)